# Larisa Dolina
Larisa Aleksandrovna Dolina (in russo Лари́са Алекса́ндровна До́лина?), nata Kudel'man (in russo Кудельма́н?; Baku, 10 settembre 1955) è una cantante, attrice e insegnante di musica russa, già sovietica di origine ebraica. Artista del popolo della Federazione Russa (1998), è stata per tre volte vincitrice del premio musicale nazionale russo Ovacija (1994, 1996, 1997). 
È membro del partito Russia Unita.

## Discografia
Album in studio
- 1986 – Zatjažnoj pryžok
- 1988 – Kartočnyj domik (con Michail Bojarskij e Viktor Reznikov)
- 1989 – Novyj den'
- 1993 – Prosti menja
- 1994 – Privykaj k Larise Dolinoj
- 1995 – Dolina v doline strastej
- 1996 – 	"Proščaj"... Net "Do svidanija"
- 1997 – Pogoda v dome
- 1998 – Sčastlivaja dolja
- 1999 – Pevica i muzykant
- 2000 – Ėpigraf
- 2000 – Po-novomu žit'
- 2002 – Carnival of Jazz
- 2003 – Ostrova ljubvi
- 2004 – Ottepel'
- 2006 – Obožžёnnaja duša
- 2008 – Hollywood Mood
- 2009 – Carnival of Jazz-2
- 2010 – Route 55
- 2012 – Larisa
- 2015 – Snimaem maski, gospoda

## Onorificenze
- 1993 – Artista onorato della Federazione Russa[2]
- 1998 – Artista del popolo della Federazione Russa[3]
- 2005 – Ordine d'onore[4]
- 2018 – Ordine dell'Amicizia[5]